# Ounas
Pour les articles homonymes, voir Unas (homonymie).
Ounas (ou Ounis, égyptien ancien : wnjs) est un pharaon, le neuvième et dernier souverain de la Ve dynastie de l'Égypte sous l'Ancien Empire. Ounas règne pendant quinze à trente ans, au milieu du XXIVe siècle avant notre ère. Il succède à Djedkarê Isési— qui pourrait être son père — et précède Téti.
On sait peu de choses sur les activités d'Ounas pendant son règne, qui fut une période de déclin économique. L'Égypte entretenait des relations commerciales avec la côte levantine et la Nubie, et des actions militaires ont pu avoir lieu dans le sud de Canaan. La croissance et la décentralisation de l'administration, conjuguées à la diminution du pouvoir du roi, se sont poursuivies sous Ounas, contribuant finalement à l'effondrement de l'Ancien Empire quelque deux-cents ans plus tard.
Ounas a construit une pyramide à Saqqarah, la plus petite des pyramides royales achevées sous l'Ancien Empire. L'ensemble mortuaire qui l'accompagnait, avec ses temples funéraire et de la vallée reliés par une chaussée longue de 750 mètres, est richement orné de reliefs peints, dont la qualité et la variété dépassent l'iconographie royale habituelle. De plus, Ounas fut le premier pharaon à faire graver et peindre les textes des pyramides sur les murs des chambres de sa pyramide, une innovation majeure qui a été suivie par ses successeurs jusqu'à la Première Période intermédiaire. Les hiéroglyphes disposés en successions de colonnes verticales sont soigneusement ouvragés et rehaussés d'une couleur bleue ; 227 formules entourent la dépouille royale, telle une récitation silencieuse mais permanente. Ces textes identifient le roi à Rê et à Osiris, dont le culte était en croissance au temps d'Ounas, et étaient destinés à aider le roi à atteindre l'au-delà. Ces inscriptions influenceront toute la littérature funéraire des Égyptiens.
Manéthon, un prêtre égyptien qui vivait au IIIe siècle avant notre ère durant la période ptolémaïque, auteur de la première histoire de l'Égypte, affirme que la Ve dynastie a pris fin avec la mort d'Ounas. Son règne est suivi par celui de Téti, premier souverain de la VIe dynastie, peut-être après une courte crise. L'archéologie suggère pourtant que les Égyptiens de l'époque n'étaient pas conscients de rompre avec la dynastie précédente, et que la distinction entre ces deux dynasties était peut-être illusoire.
Le culte funéraire d'Ounas, apparu à sa mort, s'est maintenu jusqu'à la fin de l'Ancien Empire et a peut-être survécu pendant la Première Période intermédiaire. Il existait encore, ou a été ressuscité, au cours du Moyen Empire tardif. Cela n'a pas empêché Amenemhat Ier et Sésostris Ier de démanteler partiellement son complexe mortuaire pour en réutiliser les matériaux.
Parallèlement au culte officiel, Ounas a peut-être bénéficié de la vénération populaire en tant que dieu local de Saqqarah jusqu'à la fin de la Basse époque, presque deux mille ans après sa mort.

## Famille

### Ascendance
Ounas est peut-être le fils de son prédécesseur Djedkarê Isési, mais aucune preuve formelle ne le confirme. En tout cas, la succession entre les deux souverains semble s'être passée sans heurt. Les hauts fonctionnaires ont conservé leurs postes, et le cartouche d'Ounas, retrouvé sur des vestiges de relief du temple mortuaire de la reine Setibhor enterrée dans la pyramide située à côté de celle de Djedkarê Isési à Saqqarah, semble démontrer le lien étroit qui relie les deux souverains, ainsi qu'entre Ounas et cette reine. Si ce lien est réel, alors Djedkarê Isési et Setibhor seraient ses parents.

### Épouses
Ounas avait au moins deux épouses, les reines Nebet et Khenout, qui furent enterrées dans un grand mastaba adjacent à la pyramide de leur mari.

### Descendance
Ounas et Nebet eurent peut-être un fils, le « fils du roi », le « chambellan royal », le « prêtre de Maât » et le « surveillant de Haute-Égypte » Ounasânkh, qui meurt durant la dixième année du règne d'Ounas. La filiation d'Ounasânkh est indirectement suggérée par son nom et ses titres, et par la présence de sa tombe près de celles de Nebet et d'Ounas. Mais cette filiation n'est pas universellement acceptée,,.
Deux autres fils ont été proposés, Nebkaouhor et Shepespouptah, mais les filiations sont conjecturales et contestées. Il est probablement mort sans héritier mâle.
Ounas avait au moins cinq filles : Hemitrê Hemi, Khentkaous, Néferout, Néfertkaous Ikou et Sechséchet Idout. Le statut d'une autre fille possible, Ipout Ire, est incertain.

### Fin d'une dynastie
Dans son histoire de l'Égypte, Manéthon affirme que la cinquième dynastie prend fin avec la mort d'Ounas. C'est peut-être parce qu'Ounas est mort sans héritier mâle, son fils probable Ounasânkh étant décédé avant lui. Cela a peut-être provoqué une crise de succession, que laissait entrevoir le nom personnel choisi par Téti lors de son accession au trône : Seheteptaouy, qui signifie « Celui qui réconcilie/pacifie les deux terres »,. La prétention de Téti au trône aurait reposé sur son mariage avec Ipout Ire, qui était peut-être une fille d'Ounas,,. Cette possibilité est fortement débattue, car l'interprétation des titres d'Ipout Ire indiquant qu'elle était la fille d'un roi est incertaine,. De plus, l'idée que Téti puisse légitimer sa prétention en se mariant dans la famille royale est rejetée par de nombreux égyptologues, dont Munro, Dobrev, Baud, Mertz, Pirenne et Robin, qui ne pensent pas que le droit au trône pharaonique soit passé par la lignée féminine.
En plus de l'affirmation de Manéthon, la liste des rois de Turin présente une rupture entre Ounas et son successeur Téti. Bien que la liste des rois n'y soit pas organisée en dynasties - qui ont été inventées par Manéthon - l'égyptologue Jaromír Málek explique que « le critère pour de telles divisions dans le Canon de Turin était invariablement le changement de capitale et de résidence royale ». Málek suggère donc que la capitale de l'Égypte, alors connue sous le nom d'Inbou-Hedj, ait effet été supplantée par des colonies situées au sud, à l'est de Saqqarah-Sud, où se trouvait peut-être le palais d'Ounas. Au cours du deuxième millénaire avant notre ère, ces villes ont finalement fusionné et donné naissance à Memphis,.
Quelle que soit la raison du choix de Manéthon de mettre fin à la cinquième dynastie avec Ounas, les Égyptiens vivant à l'époque ne perçurent probablement pas de changement particulier d'une dynastie à l'autre. L'administration de l'État ne montre aucune trace de troubles, de nombreux fonctionnaires poursuivant leur carrière depuis le règne d'Ounas jusqu'au règne de Téti. Il s'agit notamment des vizirs Mehou, Kagemni et Nikaou-Isési, et du surveillant de la province d'Edfou. Étant donné que les Égyptiens de l'Ancien Empire ne connaissaient peut-être pas la notion de dynasties, la distinction entre les cinquième et sixième dynasties pourrait être illusoire.

## Règne

### Durée du règne
La durée du règne d'Ounas est incertaine. Des sources historiques lui attribuent trente ou trente-trois ans sur le trône, chiffres adoptés par de nombreux égyptologues, dont Flinders Petrie, William Christopher Hayes, Darrell Baker, Peter Munro, et Jaromír Málek. On trouve en faveur d'un règne aussi long des scènes d'une Fête-Sed représentées dans le temple mortuaire d'Ounas,. Cette fête n'était célébrée en principe qu'après trente ans de règne, et avait pour but de rajeunir la force et la puissance du pharaon. Mais de simples représentations de la fête n'impliquent pas nécessairement un long règne ; par exemple, un relief montrant le pharaon Sahourê dans la tunique de la Fête-Sed a été trouvé dans son temple mortuaire,, alors que les sources historiques et archéologiques montrent qu'il n'a pas régné plus de quatorze ans,,.
D'autres égyptologues attribuent à Ounas un règne de moins de trente ans, en raison de la rareté des artefacts datables de son règne et de l'absence de documents datés de plus de huit ans sur le trône. Jürgen von Beckerath pense qu'Ounas a gouverné l'Égypte pendant vingt ans, tandis que Rolf Krauss, David Warburton et Erik Hornung réduisent ce nombre à quinze dans leur étude de 2012 sur la chronologie égyptienne. Krauss et Miroslav Verner remettent en cause la crédibilité du Canon royal de Turin pour les IVe et Ve dynasties, supposant que le chiffre de trente ans crédité à Ounas n'est pas fiable.
Les fouilles de la tombe du fonctionnaire Nikaou-Isési, dirigées par Naguib Kanawati à Saqqarah, ont fourni des éléments à l'appui d'un règne plus court. Nikaou-Isési a commencé sa carrière sous le règne de Djedkarê Isési, l'a poursuivie sous celui d'Ounas et est mort comme administrateur de la Haute-Égypte sous son successeur Téti. Nikaou-Isési est connu pour être mort l'année du onzième recensement des bovins pendant le règne de Téti, un événement qui consiste à compter le bétail dans tout le pays pour évaluer le montant des impôts à percevoir. On pense traditionnellement que ces comptages se produisaient tous les deux ans sous l'Ancien Empire, et tous les ans sous le Moyen Empire. Ainsi, Nikau-Isesi aurait vécu pendant vingt-deux ans après que Téti ait hérité du trône et avec les trente ans de règne crédités à Ounas, serait mort après soixante-dix ans. Cependant, l'examen de sa momie a révélé que son âge à son décès n'était pas supérieur à quarante-cinq ans. Cela suggère que le comptage du bétail a eu lieu plus d'une fois tous les deux ans à l'époque d'Ounas et de Téti, peut-être de façon irrégulière. Si c'est le cas, le chiffre de trente ans d'Ounas sur le Canon royal de Turin, c'est-à-dire quinze comptages de bétail, pourrait se traduire par aussi peu que quinze ans, ce qui, avec seulement onze ans sous le règne de Téti, expliquerait la mort de Nikaou-Isési à l'âge de quarante à quarante-cinq ans environ.

### Activité
Le règne d'Ounas fut une période de déclin économique, mais comme l'écrit l'égyptologue français Nicolas Grimal, ce ne fût « en aucun cas une période de décadence ». En effet, l'État égyptien était encore capable d'organiser d'importantes expéditions pour fournir des pierres de construction au complexe pyramidal du roi. Ces expéditions sont représentées sur des reliefs uniques trouvés sur la chaussée d'Ounas,,, et sont également mentionnées sur la stèle autobiographique d'un fonctionnaire administratif,. Ce fonctionnaire rapporte le transport de colonnes palmiformes en granit rouge, hautes de 10,40 mètres, d'Éléphantine à Saqqarah en seulement quatre jours, un exploit pour lequel il est loué par le roi. En plus des importants travaux entrepris à Saqqarah pour la construction de son complexe pyramidal, des travaux de construction ont également eu lieu à Éléphantine.
Jusqu'en 1996, la situation économique sous le règne d'Ounas était considérée comme désastreuse, à cause des reliefs de la chaussée de son complexe pyramidal qui montrent des gens émaciés et suggèrent une période de famine,. L'opinion des érudits a changé lorsque les fouilles d'Abousir en 1996 ont fourni des reliefs similaires dans le complexe mortuaire de Sahourê, qui régnait à une époque prospère, au début de la cinquième dynastie. En outre, les recherches ont montré que les personnes affamées sont plus susceptibles d'être des habitants du désert — des nomades qui se distinguent par leur style de cheveux spécifique — plutôt que des Égyptiens. Ainsi, ces reliefs sont maintenant perçus comme des représentations stéréotypées de la générosité du roi envers les indigents, et des difficultés de la vie dans les régions désertiques limitrophes de l'Égypte, plutôt que comme des références à des événements réels.

### Activité hors des frontières
En raison de la rareté des preuves datant du règne d'Ounas, nous en savons très peu sur ses activités. Les relations commerciales existantes avec les pays et les villes étrangères, en particulier Byblos, semblent s'être poursuivies au temps du règne d'Ounas. Les reliefs de la chaussée de son complexe pyramidal montrent deux grands navires de mer revenant d'une expédition sur la côte levantine avec des hommes syro-cananéens, qui étaient soit les équipages des bateaux, soit des esclaves,.
Un autre relief représente une campagne militaire, des Égyptiens armés d'arcs et de poignards attaquant des nomades cananéens appelés les Shasou,. Des reliefs similaires ont été trouvés dans les pyramides précédentes, comme celle de Sahourê, et ils peuvent donc être des thèmes standard plutôt que des représentations d'événements réels. D'autres sources tendent à confirmer l'exactitude de ces représentations ; cependant, par exemple, l'autobiographie d'Ouni relate de nombreux raids punitifs contre les nomades cananéens du début de la VIe dynastie,.
Au sud de l'Égypte, les inscriptions d'Ounas sur Éléphantine font état d'une visite du roi en Basse-Nubie, peut-être pour recevoir l'hommage des chefs locaux ou en raison des troubles croissants dans la région. De plus, un relief de la chaussée d'Ounas menant à sa pyramide montre une girafe, suggérant des relations commerciales avec la Nubie.

## Évolution de la religion
Les règnes de Djedkarê Isési et d'Ounas ont été une période de changements dans la religion égyptienne ancienne et dans l'idéologie de la royauté, changements qui sont d'abord démontrés sous Ounas. Une analyse statistique des fragments de sceaux d'argile portant les noms d'Horus de pharaons de la cinquième dynastie indique un déclin marqué du culte du roi au temps d'Ounas sur le trône. Cela s'est poursuivi sous son successeur, Téti, pour qui nous ne connaissons que deux sceaux portant son nom d'Horus. Cette tendance reflète l'affaiblissement du pouvoir royal, en conjonction avec la montée en puissance des administrateurs et du clergé.
Pendant ce temps, le culte d'Osiris devenait plus important, ce dieu remplaçant le roi comme garant de la vie après la mort pour les sujets du pharaon. L'égyptologue allemand Hartwig Altenmüller écrit que pour un Égyptien de l'époque, « l'au-delà ne dépend plus de la relation entre le mortel individuel et le roi, mais de sa position éthique en relation directe avec Osiris ». En revanche, le culte du dieu Soleil Rê était en déclin apparent, même si Rê était encore la divinité la plus importante du panthéon égyptien. Ainsi, Djedkarê Isési et Ounas n'ont pas construit de temple solaire contrairement à la plupart de leurs prédécesseurs de la Ve dynastie. De plus, les noms de Menkaouhor et d'Ounas n'incorporent aucune référence à Rê, en rupture avec une tradition qui existait depuis le règne d'Ouserkaf, environ un siècle auparavant,. Les textes des pyramides trouvés dans la pyramide d'Ounas démontrent l'importance d'Osiris et de Rê dans la religion égyptienne antique de l'époque. On croyait que les deux dieux jouaient les rôles clés dans l'accès à l'Au-delà, avec Rê comme source de vie et Osiris comme force par laquelle la prochaine vie serait atteinte,.

## Sépulture
Ounas s'est fait construire une pyramide à Saqqarah-Nord, entre la pyramide de Sekhemkhet et le coin sud-ouest du complexe pyramidal de Djéser, en symétrie avec la pyramide d'Ouserkaf située dans le coin nord-est. Au cours des travaux, les ouvriers nivelèrent et recouvirent des tombes plus anciennes, notamment la tombe du pharaon Hotepsekhemoui, de la IIe dynastie.
Le nom égyptien de la pyramide était Nefer Isout Ounas, qui signifie « Beaux sont les lieux d'Ounas ». La pyramide d'Ounas est la plus petite des pyramides achevées sous l'Ancien Empire, avec une base carrée de 57,7 × 57,7 m pour une hauteur de 43 m,.

### Complexe funéraire
La pyramide d'Ounas fait partie d'un complexe mortuaire plus vaste. On y accédait par un ancien lac, sur les rives duquel se trouvait le temple de la vallée. Ce temple recevait les provisions pour le culte du roi et les offrandes y étaient préparées. Au fond du temple de la vallée se trouvait le début d'une chaussée couverte de 750 mètres et menant à un temple supérieur adjacent à la pyramide. Une étroite fente dans le toit de la chaussée permettait à la lumière d'éclairer ses murs recouverts de reliefs peints sur toute leur longueur. Ils représentaient les saisons égyptiennes, les processions des nomades égyptiens, les artisans à l'œuvre, les porteurs d'offrandes, les scènes de bataille et le transport des colonnes de granit pour la construction du complexe pyramidal.
Au bout de la chaussée se trouvait une grande salle menant à une cour ouverte à pilastres entourée de chambres à revues. La cour mène au temple mortuaire proprement dit qui abritait les statues du roi et où avaient lieu les offrandes aux défunts. Il était immédiatement adjacent au côté est de la pyramide, qui était entouré d'un mur d'enceinte définissant l'espace sacré. Au coin sud-est de l'enceinte se trouvait une petite pyramide satellite pour le Ka du roi. Les chambres internes de la pyramide ont été ouvertes en 1881 par Gaston Maspero, qui a ainsi découvert les textes de la pyramide. La chambre funéraire ne contenait rien d'autre qu'un sarcophage noir de grauwacke enfoncé dans le sol et un coffre canope. Le sarcophage contenait des os éparpillés, qui pourraient appartenir à Ounas.

### Textes des pyramides
La principale innovation de la pyramide d'Ounas est la première apparition des textes des pyramides, l'un des écrits religieux les plus anciens d'Égypte à avoir survécu. Ce faisant, Ounas a initié une tradition qui sera suivie par les rois et reines de la VIe à la VIIIe dynastie, c'est-à-dire jusqu'à la fin de l'Ancien Empire environ deux-cents ans plus tard.
Au total, 283 formules magiques,, aussi connues sous le nom d'énoncés, sont gravés et peints en bleu sur les murs du couloir, de l'antichambre et de la chambre funéraire. Ils constituent la version la plus complète des textes des pyramides existant aujourd'hui. Ces textes étaient destinés à aider le roi à vaincre les forces et les puissances hostiles dans le monde souterrain, et ainsi à rejoindre le dieu Soleil Rê, son divin père dans l'au-delà. En écrivant les textes sur les murs des chambres internes de la pyramide, les architectes de la pyramide d'Ounas ont fait en sorte que le roi puisse bénéficier de leur puissance même si le culte funéraire devait cesser,. Ainsi, les textes de la pyramide d'Ounas incorporent des instructions pour les actions rituelles et les paroles à prononcer, suggérant que c'étaient précisément celles que l'on prononçait pendant le culte du roi dans son temple funéraire,.
La bonne conservation des textes dans la pyramide d'Ounas montre qu'ils ont été arrangés de manière à être lus par le Ba d'Ounas, tel qu'il est issu du sarcophage grâce aux paroles de résurrection et entouré de formules de protection et d'offrandes rituelles,. Le Ba quitterait alors la chambre funéraire, qui comprend des textes identifiant le roi avec Osiris dans la Douât, et se déplacerait dans l'antichambre symbolisant l'Akhet. Parmi les formule écrites sur les murs de l'antichambre d'Ounas, deux paroles connues sous le nom d'Hymne cannibale dépeignent le pharaon comme volant vers le ciel à travers un ciel orageux et mangeant à la fois les dieux et les hommes. Ce faisant, le roi recevrait la force vitale des dieux,. C'est là que le Ba d'Ounas faisait face à l'est, dans la direction du lever du soleil, et au-delà de la maçonnerie pyramidale, la fausse porte du temple funéraire où se déroulaient les rituels funéraires. Enfin, en tournant à gauche, le Ba rejoindrait Rê dans le ciel en empruntant le couloir de la pyramide.

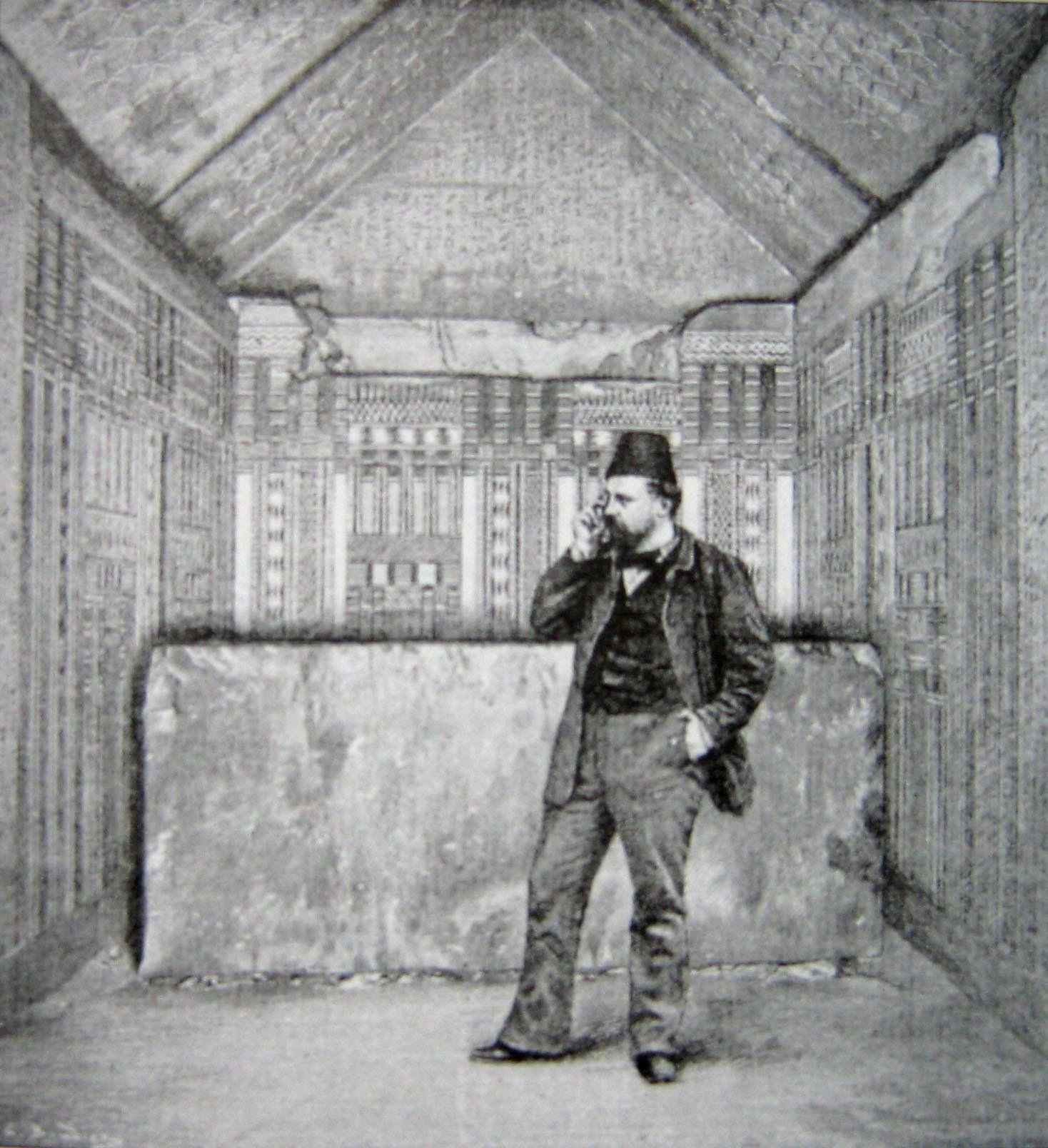
Gaston Maspero dans la chambre funéraire de la pyramide d'Ounas, peu de temps après sa découverte
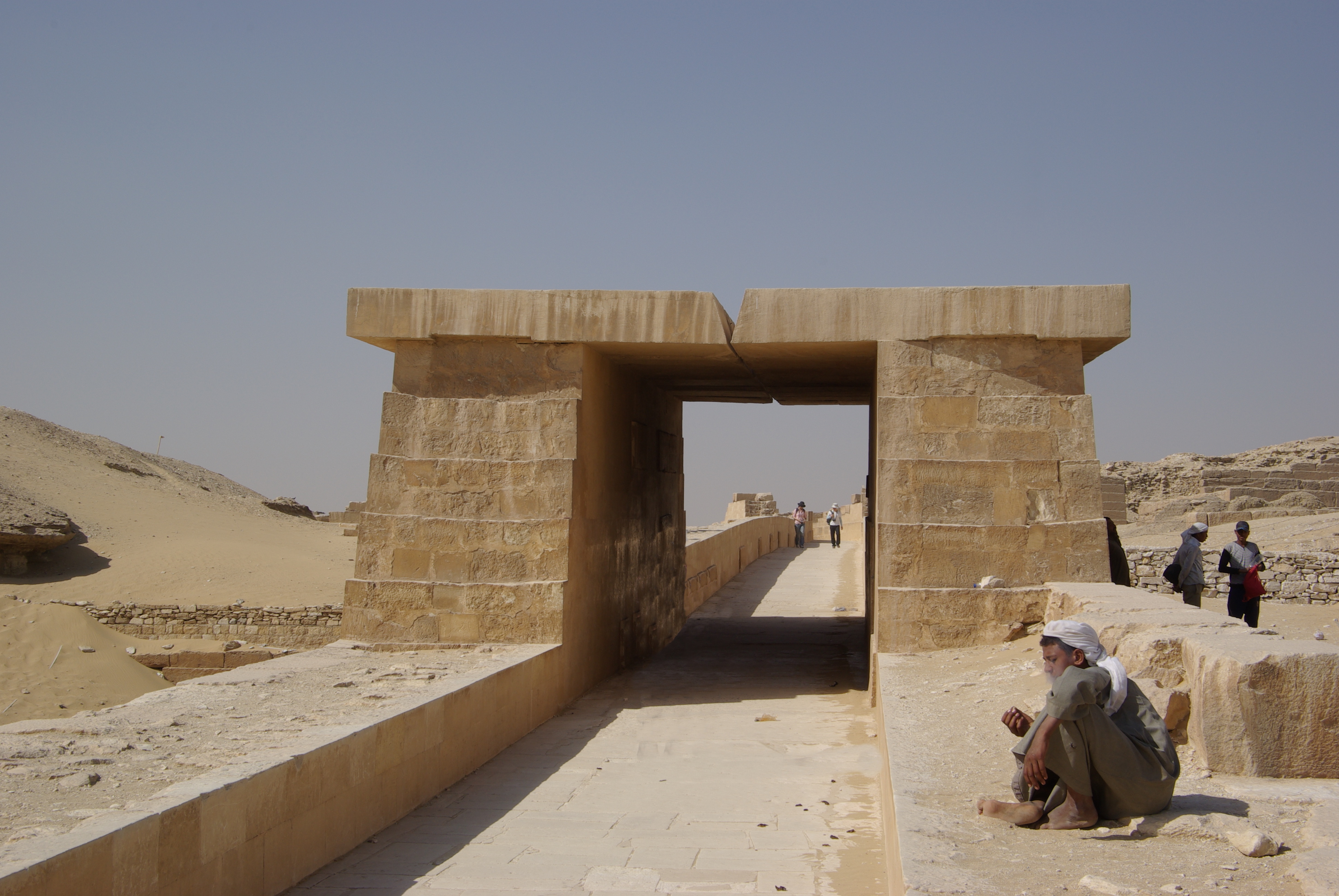
Partie restaurée de la chaussée d'Ounas à Saqqarah
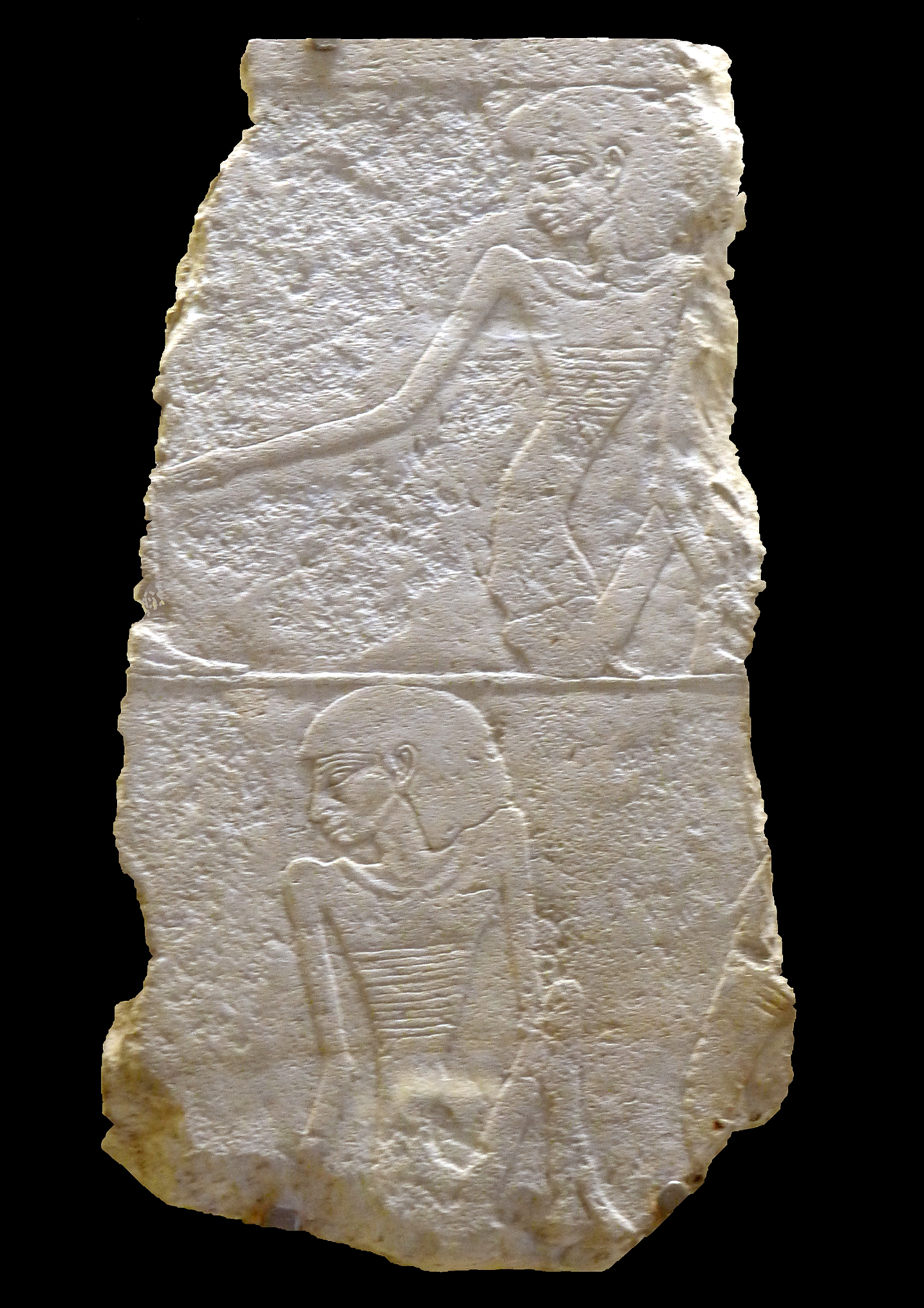
Bédouins mourant dans le désert (pièce supposée de l'époque d'Ounas) - Musée du Louvre

## Culte funéraire

### Ancien Empire
L'héritage le plus immédiat d'Ounas est son culte funéraire, qui s'est poursuivi au moins jusqu'à la fin de l'Ancien Empire. Ce culte est attesté par les tombes à Saqqarah de sept prêtres, responsables des devoirs religieux de son complexe funéraire. Trois de ces tombes datent du début de la VIe dynastie, après la mort de Pépi Ier, trois autres datent du règne de Pépi II, et la dernière date de la toute fin de l'Ancien Empire. Les noms des prêtres d'Ounas sont basilophores, c'est-à-dire qu'ils incorporent celui du roi, peut-être depuis leur entrée en fonction.

### Moyen Empire et époques suivantes
Le culte funéraire d'Ounas semble avoir survécu pendant la chaotique Première Période intermédiaire et jusqu'au Moyen Empire. Sous la XIIe dynastie, le prêtre-lecteur Ounasemsaf et sa famille étaient engagés dans le culte d'Ounas,. Malgré cela, le complexe funéraire d'Ounas a été partiellement démantelé et ses matériaux réutilisés pour la construction des complexes funéraires d'Amenemhat Ier et de Sésostris Ier,.
En plus de son culte officiel, Ounas fut déifié et devint un dieu local de la nécropole de Saqqarah. Grimal le justifie par la taille de son complexe funéraire. Jaromír Málek doute de l'existence d'un culte populaire d'Ounas sous l'Ancien Empire, mais l'accepte à partir du Moyen Empire. Il attribue cette renaissance à la position géographique du complexe d'Ounas, qui en fait une porte naturelle vers la nécropole de Saqqarah. Le culte populaire d'Ounas s'est poursuivi pendant près de deux mille ans, comme en témoignent les nombreux scarabées portant le nom d'Ounas trouvés à Saqqarah et datant du Nouvel Empire jusqu'à la Basse époque,,. Le centre de ce culte n'était pas la pyramide d'Ounas, ni le temple mortuaire associé, mais plutôt les statues du roi dressées dans le temple de la vallée. Cette activité pourrait expliquer pourquoi le complexe pyramidal d'Ounas fut restauré par le prince Khâemouaset, fils de Ramsès II.